# Thục Sơn thị
Thục Sơn thị (chữ Hán: 蜀山氏) là tên một quốc gia bộ lạc từng tồn tại vào thời kỳ Tam Hoàng Ngũ Đế trong lịch sử Trung Quốc.

## Những ghi chép trong sử sách
Bấy giờ là đời đế Du Võng thuộc Triều đại Thần Nông, có thủ lĩnh nước Cửu Lê là Xi Vưu làm loạn. Thiên tử ra lời kêu gọi các nước chư hầu hưng binh dẹp giặc, lúc đó có vua nước Hữu Hùng là Hoàng Đế hưởng ứng đứng ra làm chủ liên minh. Nước Thục Sơn cũng tham gia sát cánh cùng nước Hữu Hùng trong nhiều trận đánh kịch liệt, con trai thứ của Công Tôn Hiên Viên là Xương Ý mấy lần được cử sang sứ nước Thục Sơn đã gặp con gái vua nước này là Xương Phó (hay còn gọi Cảnh Bộc) và đem lòng yêu mến. Để thắt chặt tình hữu nghi đồng minh vua Thục Sơn đồng ý gả Xương Phó cho Xương Ý, sau khi đánh bại Xi Vưu ổn định thế cuộc thì Xương Ý được vua cha phong ở Nhược Thủy lập nên nước Cao Dương.
Xương Phó lấy Xương Ý sinh ra 1 người con trai tên là Chuyên Húc sau này được Thiếu Hạo truyền ngôi chính là Huyền đế, còn về phần nước Thục Sơn thì sử sách đời sau chẳng thấy ai đề cập đến lần nào nữa mà có thể nhắc nhưng cũng đã bị thiêu huỷ vào thời Tần Thủy Hoàng chăng.